# Liste der Naturdenkmale in Riegel am Kaiserstuhl
| Naturdenkmale | Anzahl |
| ------------- | ------ |
| FND           | 0      |
| END           | 1      |
| Gesamt        | 1      |

Die Liste der Naturdenkmale in Riegel am Kaiserstuhl nennt die verordneten Naturdenkmale (ND) der im baden-württembergischen Landkreis Emmendingen liegenden Gemeinde Riegel am Kaiserstuhl. In Riegel am Kaiserstuhl gibt es insgesamt ein als Naturdenkmal geschütztes Objekt, es gibt kein flächenhaftes Naturdenkmal (FND), es handelt sich um ein Einzelgebilde-Naturdenkmal (END).
Stand: 1. November 2016.

## Einzelgebilde (END)
| Name                     | Bild | Kennung     | Einzelheiten          | Position | Fläche Hektar | Datum         |
| ------------------------ | ---- | ----------- | --------------------- | -------- | ------------- | ------------- |
| Leopoldlinden            | BW   | 83160370002 | Riegel am Kaiserstuhl | ⊙        | 0,0           | 13. Feb. 1940 |
| Legende für Naturdenkmal |      |             |                       |          |               |               |